# Buick Marquette
Der Buick Marquette war eine Serie von Personenkraftwagen, die nur im Modelljahr 1930 von Buick in den USA gefertigt wurde. Da alle Modellnummern mit einer 3 begannen, kann man diese Modelle (inoffiziell) auch als Serie 30 bezeichnen.
Der Wagen besaß einen seitengesteuerten Sechszylinder-Reihenmotor mit 3488 cm³ Hubraum, der eine Leistung 67,5 bhp (50 kW) abgab. Der Motor stammte von der Schwesterfirma Oldsmobile und war kleiner als die anderen Antriebsquellen der Buick-Fahrzeuge dieses Jahrgangs. Der Radstand der Wagen war mit 2896 mm auch um 4″ geringer als der der nächstgrößeren Modelle der Serie 40. Somit stellte der Marquette das Einstiegsmodell dar. Mit einem Preis von zwischen 990 und 1060 US-$ war er auch ca. 270 US-$ billiger als die Serie 40. Über eine Einscheiben-Trockenkupplung und ein Dreiganggetriebe mit Mittelschaltung wurden die Hinterräder angetrieben. Alle vier Räder, die als Holzspeichenräder ausgeführt waren, waren mechanisch gebremst. 
Neben einem zweitürigen Roadster und einem viertürigen Phaeton gab es auch modernere Aufbauten, wie ein zweitüriges Business-Coupé, ein zweitüriges Sport-Coupé und Limousinen mit zwei oder vier Türen.
1931 wurden alle Buick mit Achtzylindermotoren ausgestattet. Dazu passte die Auslegung des Marquette nicht mehr, sodass er nach nur einem Modelljahr und 30.570 Exemplaren (davon 50 % viertürige Limousinen) ersatzlos eingestellt wurde.